# Starfighter (film)
Pour les articles homonymes, voir Starfighter.
Pour plus de détails, voir Fiche technique et Distribution.
Starfighter (The Last Starfighter) est un film de science-fiction américain réalisé par Nick Castle, sorti en 1984.
C'est l'un des tout premiers films à présenter un vaisseau spatial réaliste en images de synthèse conçu sur un supercalculateur, le film contenant plus d'une vingtaine de minutes de scènes spatiales entièrement virtuelles.

## Synopsis
Alex Rogan, un jeune homme vivant aux États-Unis, habite avec sa mère et son petit frère Louis dans un caravaning, une communauté de mobile homes appelée le « Starlite Starbrite ». Partageant son temps entre sa petite amie Maggie et les habitants du caravaning, Alex, doué dans divers domaines, ne cesse d'être demandé par ses colocataires pour qu'il leur rende de petits services. Mais le jeune homme, qui souhaite suivre des études supérieures, se voit refuser sa demande de bourse étudiante, ce qui le rend frustré et en colère, face à une existence qu'il estime n'aller nulle part.
Lorsqu'il trouve enfin un peu de temps libre pour lui, Alex le passe à jouer à Starfighter, un jeu vidéo de shoot'em up installé sur une borne d'arcade du caravaning. La phrase d'accroche du jeu est : « Salut Starfighter ! Vous avez été recruté par la Ligue stellaire pour défendre la Frontière contre Xur et l'armada Ko-Dan […] ». Jouant beaucoup à ce jeu vidéo, Alex en devient un expert.
Un soir, peu après avoir battu le record du jeu (sous les yeux admiratifs des habitants du caravaning), un étrange véhicule arrive sur les lieux. En émerge un homme qui se présente à Alex comme étant Centauri, le créateur du jeu Starfighter. En récompense d'avoir battu le high score, Centauri invite Alex à faire un tour dans son étonnant véhicule. Mais celui-ci est en réalité un extraterrestre et sa voiture un vaisseau spatial ; Alex est alors pour ainsi dire « enlevé » dans l'espace tandis que, dans le même temps, un androïde de type doppelgänger nommé Beta (le « bêtadroïde » en VF) sort du véhicule de Centauri et prend l'apparence d'Alex, afin de couvrir son absence sur Terre.
Après avoir emmené le jeune homme à bord de son vaisseau jusqu'à une base spatiale extraterrestre, Centauri apprend à Alex que le jeu Starfighter est en réalité un simulateur de vol, conçu pour recruter ceux qui ont la capacité de piloter un véritable vaisseau spatial de combat (ceux « avec le don », les « Starfighters », lui dit Centauri) afin de contrer la menace, bien réelle, du conquérant extraterrestre Xur et de l'armada Ko-Dan, à la « Frontière » de la Ligue stellaire dont fait partie la planète Rylos, la patrie de Centauri… Il lui apprend également que Xur est un traître originaire de Rylos, l'empereur de Ko-Dan lui ayant promis le contrôle de sa planète natale en échange de sa traîtrise.
Alex, qui doit être le mitrailleur d'un vaisseau spatial Starfighter appelé « Gunstar », se lie d'amitié avec celui qui va faire équipe avec lui en tant que pilote, un humanoïde reptilien nommé Grig. Alex apprend également que la « Frontière » est un dispositif technique générant un champ de force dans l'espace, celui-ci protégeant Rylos et ses planètes environnantes de l'invasion Ko-Dan. Mais Xur, qui connaît un moyen d'y faire une brèche, a donné cette information à Ko-Dan. Lorsqu'il comprend qu'il est sur le point de participer à une guerre bien réelle, Alex finit par décliner l'offre de Centauri. Celui-ci, ulcéré, le ramène tout de même sur Terre, mais lui donne un communicateur s'il venait à changer d'avis.
Peu après, des espions Ko-Dan débarquent sur Terre dans le caravaning d'Alex et tentent de l'assassiner. Le jeune homme ne parvient à s'en sortir qu'au prix du sacrifice de Centauri, qui réussit tout de même à le ramener à la base des Starfighter avant de s'éteindre. C'est alors qu'Alex découvre que la base spatiale a entre-temps été attaquée par les forces Ko-Dan, et sabotée par des traîtres à la solde de Xur. Par voie de conséquence, la quasi-totalité des combattants Starfighters et leurs « Armes stellaires » (leurs vaisseaux spatiaux), à l'exception de celle d'Alex, ont été détruits. Le dernier espoir de la Ligue stellaire repose maintenant entre les mains d'Alex et de Grig, ce dernier ayant survécu par chance dans une zone protégée, avec leur prototype expérimental d'Arme stellaire, le vaisseau Gunstar.
Partant avec leur vaisseau dans l'espace, Alex et Grig se dirigent vers la Frontière de la Ligue stellaire. Alex profite du voyage pour s'exercer au maniement des armes du vaisseau, avant que lui et son équipier ne tombent sur une base des partisans de Xur, qu'ils détruisent. Les deux se retrouvent ensuite confrontés à l'armada Ko-Dan.
Effectuant une attaque surprise, Alex parvient à détruire le système de commandement de la flotte Ko-Dan, ce qui désorganise celle-ci, donnant au vaisseau Starfighter isolé une chance de combattre l'armada ennemie. Mais, face aux déferlement innombrable des chasseurs Ko-Dan, Alex se retrouve rapidement submergé. Il est alors obligé d'utiliser son ultime atout : la « Fleur de la Mort » (« Death Blossom » en VO), l'attaque spéciale de l'Arme stellaire, qui consiste en une nuée de tirs lasers dans toutes les directions. Après la destruction des chasseurs ennemis avec la Fleur de la Mort, le vaisseau amiral Ko-Dan tente d’éperonner le vaisseau d'Alex mais celui-ci, plus rapide et plus agile, tourne autour du vaisseau ennemi tout en détruisant ses points faibles, provoquant finalement son écrasement et sa destruction sur la lune de la planète Rylos.
Retournant sur Rylos en vainqueurs, Alex et Grig sont acclamés par les habitants comme des héros galactiques. Cependant, il s'avère que Xur s'est échappé et que la « Frontière » est tombée ; par conséquent, la Ligue stellaire va avoir besoin de reformer une nouvelle légion de Starfighters. Alex, en tant que seul Starfighter survivant avec Grig est désigné pour recruter de nouveaux combattants, avec l'aide de Centauri qui a finalement survécu à ses blessures.
Après avoir accepté cette mission, Alex retourne sur Terre pour récupérer Maggie et lui demander de le suivre, ce que la jeune femme accepte avec joie. Quittant alors la Terre, le vaisseau spatial d'Alex décolle pour Rylos, sous les yeux émerveillés de son petit frère Louis, de sa mère et des habitants du caravaning. Après le départ d'Alex, Louis, inspiré par l'héroïsme de son frère, se décide à prendre son exemple et commence à jouer au jeu Starfighter.

## Fiche technique
- Titre : Starfighter
- Titre original : The Last Starfighter
- Réalisation : Nick Castle
- Scénario : Jonathan R. Betuel
- Musique : Craig Safan
- Photographie : King Baggot
- Montage : Carroll Timothy O'Meara
- Production : Gary Adelson & Edward O. Denault
- Sociétés de production : Lorimar Film Entertainment & Universal Pictures
- Société de distribution : Universal Pictures
- Pays :  États-Unis
- Langue : Anglais
- Genre : Science-fiction
- Format : Couleur - Dolby - 35 mm - 2.35:1
- Durée : 96 min
- Budget : 15 millions de $
- Date de sortie :
  - France : 5 juin 1985

## Distribution
- Lance Guest (VF : Éric Legrand) : Alex Rogan / Beta Alex (« bêtadroïde Alex » en VF)
- Dan O'Herlihy (VF : Marc de Georgi) : Grig, le pilote de l'Arme stellaire
- Catherine Mary Stewart (VF : Françoise Dasque) : Maggie Gordon, la petite amie d'Alex
- Robert Preston (VF : William Sabatier) : Centauri
- Barbara Bosson : Jane Rogan, la mère d'Alex
- Chris Hebert (VF : Damien Boisseau) : Louis Rogan, le petit frère d'Alex
- Norman Snow (VF : Jean-Pierre Leroux) : Xur
- Kay E. Kuter (VF : Georges Riquier) : l'ambassadeur Endura
- Dan Mason (VF : Roland Ménard) : le commandant Kril
- Vernon Washington (VF : Robert Liensol) : Otis
- Meg Wyllie : la grand-mère Gordon
- Peter Nelson (VF : Vincent Violette) : Jack Blake

## Production

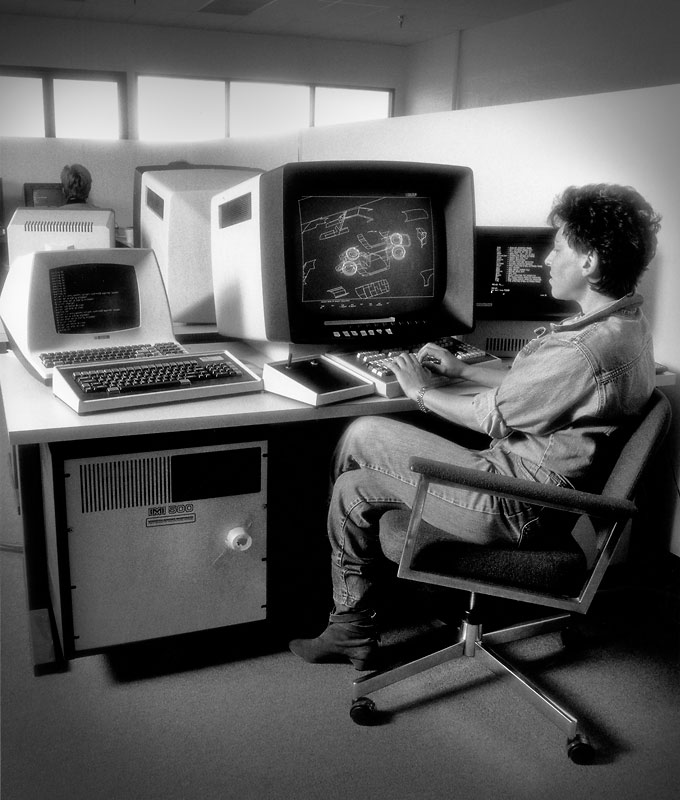
Photographie de Shelley Lake de Digital Productions en 1983, en train de chorégraphier une scène de Starfighter.
L'image sur l'écran de la station de travail IMI-500 est une simulation du « Starcar », le véhicule de Centauri dans le film.

Starfighter est l'un des tout premier film à présenter un vaisseau spatial réaliste en images de synthèse  (Computer-generated imagery ou CGI) conçu avec un supercalculateur (à l'image des scènes virtuelles du film Tron de Disney, sorti en 1982), en l’occurrence un Cray X-MP (en).
L'aspect des vaisseaux reste proche de l'imagerie des jeux vidéo dont le film s'inspire. Le vaisseau Starfighter Gunstar et d'autres vaisseaux spatiaux du film ont été conçus par l'artiste Ron Cobb, qui a également travaillé sur Alien, Star Wars et Conan le Barbare.
Les images informatiques du film ont été rendues par Digital Productions (en) sur un superordinateur Cray X-MP. La compagnie a créé 27 minutes d’effets pour le film (scènes spatiales entièrement virtuelles), ce qui était considéré à l’époque comme une énorme quantité d'images générées par ordinateur et un exploit.
Pour les 300 scènes contenant des images de synthèse dans le film, chaque image de l'animation contient en moyenne 250 000 polygones (en) avec une résolution de 3000 x 5000 pixels en 36 bits. Digital Productions a estimé que l’animation par ordinateur a requis seulement la moitié du temps, et un demi à un tiers de moins de coûts par rapport aux effets spéciaux traditionnels. Le résultat a été un coût de 14 millions de dollars pour un film qui a rapporté environ 21 millions de dollars au box-office.
Cependant, tous les effets spéciaux du film n'ont pas été réalisés grâce à une animation par ordinateur. La représentation de l'unité bêta (le « betadroîde » en VF) avant qu'elle ne prenne la forme d'Alex, était un effet spécial pratique (en), créé à partir de matériaux et produit sur le plateau de tournage. De même, le véhicule spatial (« Starcar » en VO) de Centauri, créé par Gene Winfield, était également un accessoire réel.
À la suite des projections-test qui ont répondu positivement au personnage du bêtadroïde d'Alex, le réalisateur Nick Castle lui a ajouté de nouvelles scènes, celles en interaction avec la communauté du caravaning.

## Accueil

### Critique
Sur le site agrégateur de critiques Rotten Tomatoes, le film est crédité d'un score de 76 % d'avis positifs, sur la base de 33 critiques collectées et une note moyenne de 6,40 sur 10 ; le consensus du site indique : « L'intrigue est aussi rudimentaire qu'un film spatial le permette, mais [Starfighter] capture très bien une époque et un style passionné de réalisation de films ». Sur Metacritic, le film obtient un note moyenne pondérée de 67 sur 100, sur la base de 8 critiques collectées ; le consensus du site indique : « Avis généralement favorables ».
Dans sa critique du film, le journaliste Roger Ebert du Chicago Sun-Times lui a attribué un note de deux étoiles et demie sur quatre. Alors qu'il a estimé que la distribution du film était bonne, en particulier Robert Preston (Centauri) et Dan O'Herlihy (Grig), Ebert a indiqué que Starfighter  n'était « pas un film terriblement original » mais qu'il était néanmoins « bien fait ». L'auteur britannique Colin Greenland a passé en revue le film pour le magazine Imagine (en) et a déclaré que « mis à part une petite intrigue secondaire légèrement amusante avec la réplique androïde laissée sur Terre pour dissimuler son absence, l'aventure d'Alex est strictement le film du jeu vidéo : simple au possible, et présentée à un public pré-adolescent qui peut croire qu'Alex et Grig font exploser une centaine de vaisseaux extraterrestres et s'échappent sans une égratignure ». Dans l'ouvrage encyclopédique Halliwell's Film Guide, le film est décrit comme « une variation étonnamment agréable du boom de Star Wars, avec des performances piquantes et pleines d'esprit [de la part de] deux acteurs [incarnant] des personnages fiables, et des gadgets élégants pour compenser la rêverie adolescente [du film] ».
Au fil du temps, le film a fait l'objet d'un culte de la part du public. En 2017, le magazine Variety l'a décrit comme ayant « une intrigue simple mais ingénieuse » dont « l'action est suffisamment rapide et furieuse, mais ce qui rend le film particulièrement agréable, ce sont les touches de caractère originales données par Guest ses collègues ». Variety a également noté que le critique de cinéma Gene Siskel a décrit Starfighter comme la meilleure de toutes les imitations de Star Wars.

### Box-office
Au terme de son exploitation en salles, le film engrange une recette totale de 28 733 290 $. En France, il attire 283 005 spectateurs.

## Projets de reprises et de suites
Des tentatives de développer une reprise (remake) du film ont été successivement envisagées par le réalisateur Steven Spielberg, l'acteur Seth Rogen ou le scénariste Gary Whitta. Toutes ont échoué, étant donné que Jonathan R. Betuel, le scénariste du film original qui détient les droits liés à toute suite ou remake, ne souhaitait pas qu'un tel projet se concrétise,.
Cependant, le 4 avril 2018, Gary Whitta publie sur son compte Twitter une illustration de la suite du film The Last Starfighter, indiquant sur le même tweet que Jonathan R. Betuel collaborerait avec lui sur le projet. Dans un entretien ultérieur effectué avec Gizmodo, Whitta qualifie le projet d'une « combinaison de redémarrage et de suite dont nous pensons tous les deux qu'elle honore l'héritage du film original, tout en passant le flambeau à une nouvelle génération ».
En octobre 2020, Jonathan R. Betuel indique que, avec Gary Whitta, un script pour une suite est en train d'être écrit et que les droits du film ont été repris.